# Віннархук
Віннархук (англ. Winnaarshoek) — родовище і рудник платиноїдів у ПАР. Спорудження добувного підприємства почалося в 2001 році.

## Характеристика
По обох рифах — Меренськогму і UG-2 — підтверджені запаси, підготовлені до експлуатації (категорії proven+probable) на 1999 р становлять 62.3 млн т руди із вмістом 5.54 г/т МПГ, або 345 т МПГ.

## Технологія розробки
На підземному руднику будуть добувати на рік до 1.4 млн т руди і отримувати не менше 6.2 т платини, а також паладій, родій і інші метали. Плановий термін роботи рудника — 30 років.